# 谢尔盖·拉赫玛尼诺夫
谢尔盖·瓦西里耶维奇·拉赫曼尼諾夫（俄語：Серге́й Васи́льевич Рахма́нинов，1873年4月1日［儒略曆3月20日］—1943年3月28日）是一位出生於俄國的作曲家、指揮家及鋼琴演奏家，十月革命后移居美国。拉赫曼尼諾夫是后浪漫主义古典音乐在俄罗斯的代表人物，其作为20世纪最主要的钢琴演奏家，亦入选《留声机》杂志名人堂。他的作品甚富斯拉夫民族色彩，充滿激情、旋律優美，其鋼琴作品更是以難度見稱。

## 生平
1873年4月1日，拉赫曼尼諾夫誕生於俄國的大诺夫哥罗德附近的謝苗諾沃（Семёново），出身於地主家庭，家境富裕，父母皆為業餘鋼琴演奏家，母親是他的第一位鋼琴教師。拉赫曼尼諾夫從四歲開始習琴，然而最初並無突出的表現。
由於家道中落，拉赫曼尼諾夫一家遷往聖彼得堡。1882年，拉赫曼尼諾夫入讀當地的圣彼得堡音乐学院，1885年經介紹往莫斯科拜入尼古拉·茲韋列夫門下接受鋼琴訓練，並在這位嚴師的指導之下建立了影響他大半生的音樂能力。

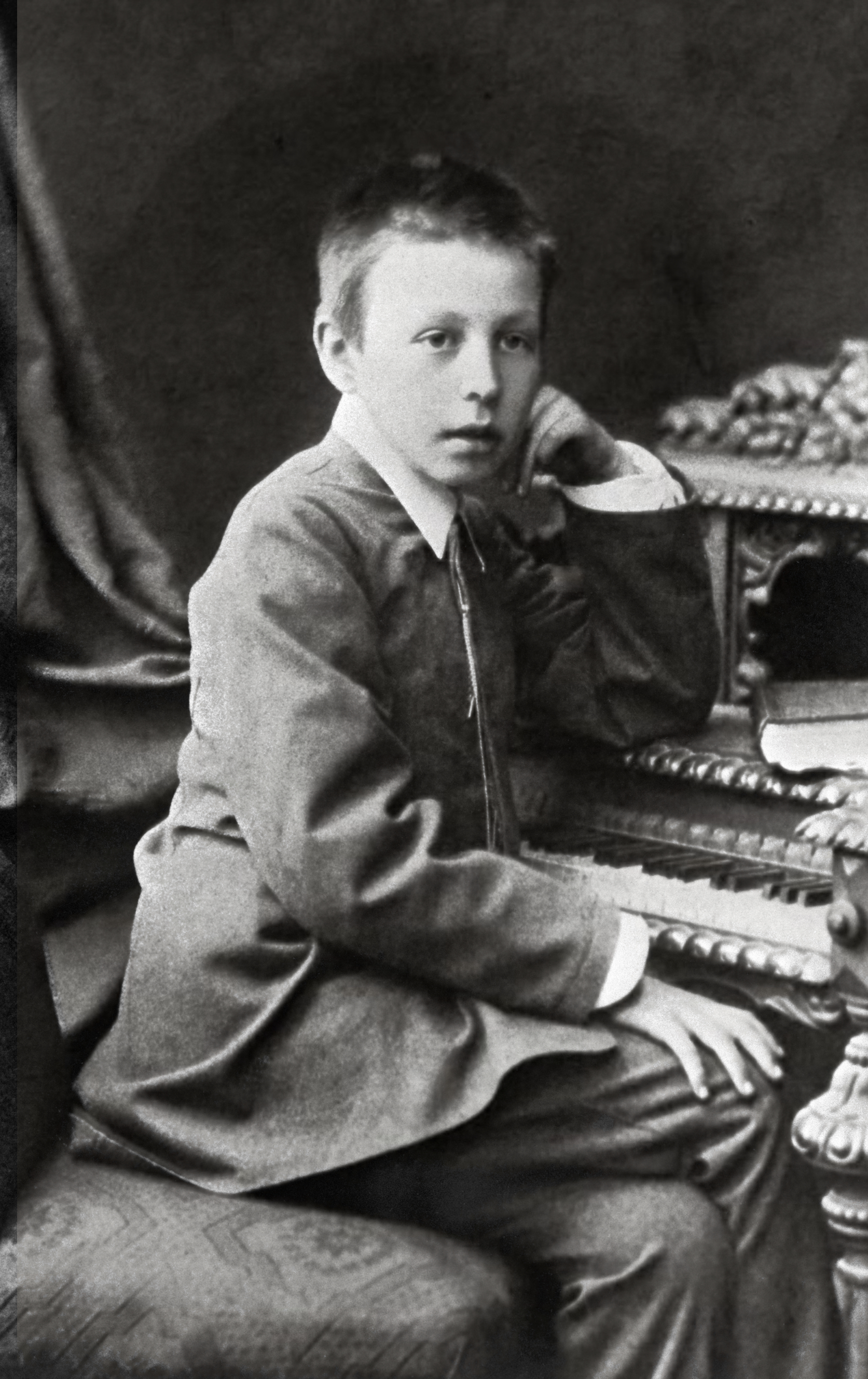
10歲時的拉赫曼尼諾夫

艱苦的訓練，令拉赫曼尼諾夫不久便展露出他的天份：他編寫的歌劇《Aleko》獲獎；19歲時，編寫了著名的《升c小調鋼琴前奏曲》，成為他於樂壇上的代表作；同年更完成他的《第一鋼琴協奏曲》。1892年，拉赫曼尼諾夫於莫斯科音樂學院第一榮譽畢業，並開始他的作曲生涯。
1897年，拉赫曼尼諾夫《第一交響樂》的首演招來劣評如潮，令他受到很大打擊，他亦因而無法集中精神作曲。後來經了解，由於當天的指揮亞歷山大·格拉祖諾夫並無充份練習，再加上指揮於演奏時醉酒，以致整個首演表現得一塌糊塗。但拉赫曼尼諾夫並未因而振作起來，往後的數年更因此停產，直至得到心理治療師尼可萊·達爾的醫治，才重拾自信。1900年，拉赫曼尼諾夫完成他的《第二鋼琴協奏曲》，並以此獻給尼可萊·達爾，他更親自於首演中擔任鋼琴獨奏。該次演出為大眾所接納，令《第二鋼琴協奏曲》成為大眾喜愛的作品。
拉赫曼尼諾夫除作曲外，亦是一位傑出的指揮家，他於1904年擔任莫斯科大剧院的指揮。在俄國，他被譽為最傑出的歌劇指揮。1906年，由於俄國政治上的動盪（见「1905年俄国革命」)，拉赫曼尼諾夫舉家離開俄國暫居意大利，後來再遷往德國德累斯顿，期間他編寫著名的《第二交響樂》，並於歐洲多國巡迴指揮。
1909年，拉赫曼尼諾夫第一次往美國表演，他為表演更編寫了被譽為最困難的《第三鋼琴協奏曲》，令他在美國大受歡迎。回到俄國後，拉赫曼尼諾夫擔任莫斯科愛樂交響樂團的指揮，成為當地樂界舉足輕重的人物。
1914年，俄國政治十分動盪，不少劇院為免受暴民破壞而關閉，最初拉赫曼尼諾夫並無離開祖國之意，但由於他出身富裕家庭，又曾是地主，拉赫曼尼諾夫開始意識到周圍的危險。1915年初，以兩週的時間完成十五首東正教《徹夜禱》的聖詩譜曲，並於3月在莫斯科首演，大獲成功，被譽為拉赫曼尼諾夫最傑出的作品，甚至整個東正教會無伴奏合唱的巔峰成就。1917年，拉赫曼尼諾夫獲邀到瑞典演出，他乘此良機舉家離開俄國，最終於1918年移居美國。為謀生計，拉赫曼尼諾夫開始其鋼琴演奏生涯，在他人生餘下的廿多年裡，於美國及歐洲各地演奏，但卻再無踏足祖國的機會。
1931年，拉赫曼尼諾夫於瑞士琉森湖邊置業，按照舊居模樣佈置，並編寫了以鋼琴及交響樂演奏的《帕格尼尼主題狂想曲》。
拉赫曼尼諾夫曾經說過：「我感到我工作時比閒散時更強，所以我祈求上帝讓我工作到生命的最後一天。」六十九歲時，拉赫曼尼諾夫仍不停四處演出，直至於1943年2月才因身體不適被逼停止下來，診斷出患了黑色素瘤，返回美国治疗。同年3月，拉赫曼尼諾夫病情惡化，無法進食，到了3月26日更陷入昏迷狀態。一群音樂家聯名以電報預祝他的七十歲大壽，可惜他卻無緣慶祝自己的誕辰，最終於1943年3月28日于加利福尼亚辭世，葬於當地。葬禮上按照遺願，演出了他的《徹夜禱》，包括他生前最喜愛的第五首：《主啊，讓你的僕人安詳離去》（俄語：Нынѣ отпущаеши...）。

## 作品節選

### 作曲
拉赫曼尼諾夫編寫了五首以鋼琴及交響樂協奏的作品，分別為四首鋼琴協奏曲及《帕格尼尼主題狂想曲》（Rhapsody on a Theme of Paganini），其中以第2號鋼琴協奏曲及第3號鋼琴協奏曲最著名，《帕格尼尼主題狂想曲》中一段行板（第18變奏段）更是膾炙人口之作，被電影《似曾相識》（Somewhere in Time）採納為背景音樂；而第2號鋼琴協奏曲第二樂章則被著名歌曲《All by Myself》所採用。
鋼琴獨奏方面，最著名的包括有升c小調前奏曲，G小調前奏曲（作品23，第5號），第2號鋼琴奏鳴曲等。然而作曲家曾經表示後悔寫作升c小調前奏曲（因為在當時，人們總是要求作曲家在音樂會上用這首前奏曲作結），而G小調前奏曲則具備拉赫曼尼諾夫最典型的俄國風格。
拉赫曼尼諾夫亦曾把多首古典音樂作品改編成鋼琴獨奏版本，較著名的有巴哈的前奏曲、里姆斯基-科薩科夫的大黃蜂的飛行、弗里茨·克萊斯勒的愛之悲及愛之喜等。
拉赫曼尼諾夫曾編寫多首交響樂作品。第1號交響曲對拉赫曼尼諾夫而言是失敗之作，他甚至把手稿撕毀，直至他死後，整份樂譜才被發現收藏於列寧格勒音樂學院中，至1948年才於美國作第二次公演以紀念拉赫曼尼諾夫逝世五週年。然而，第2號交響曲及第3號交響曲仍是十分出名的作品，且是世界各大交响乐团的保留曲目。拉赫曼尼諾夫亦曾編寫多首交響詩，如《死之島》（Isle of the Dead）、《石頭》（The Rock）、《交響舞曲》（Symphonic Dances）等。
拉赫曼尼諾夫亦有編寫三首聲樂作品：《徹夜禱》、《聖金口約翰事奉聖禮》及聲樂交響曲《鐘》。《短歌》（Vocalise）更被改編成不同樂器的獨奏曲。

### 商業錄音
拉赫曼尼諾夫自身有傑出的鋼琴演奏能力，也以演奏者的身分，在早期錄音技術的年代留下了一些錄音。他的演奏由飛利浦古典《20世紀偉大鋼琴家》所收錄，作為當代具代表性的鋼琴家之一。
此外他也嘗試指揮，所指揮的作品（包括他自己的曲子）經常是所謂「作曲家指揮」的關注焦點之一。

## 軼事
- 鋼琴對小時候的拉赫曼尼諾夫是一件懲罰工具，據說其母懲罰小拉赫曼尼諾夫時，會要求他坐在鋼琴底下。
- 拉赫曼尼諾夫的身材高大，擁有一雙巨大的手，左手能輕易按到跨十二度的琴鍵，故此並非所有人能演奏他的作品。他的身材可能與一種名為馬凡氏症候群的遺傳病有關，患者其中一個徵狀是修長的四肢及手指。
- 拉赫曼尼諾夫曾居於其師茲韋列夫的寓所內，由於同學們練習的聲音過份嘈吵，拉赫曼尼諾夫向其師要求一個較寧靜的環境以專心作曲而引發爭執，最終令兩師徒拆夥。(*另一說法為前途問題上的分歧：老師茲韋列夫一心栽培拉赫曼尼諾夫成為出色的鋼琴家，然而年青的拉赫曼尼諾夫只希望專心發揮作曲才能。)
- 拉赫曼尼諾夫於莫斯科音樂學院畢業時，獲評審委員一致推舉為第一榮譽畢業生，其師茲韋列夫亦是評審委員之一。茲韋列夫於畢業禮時，更以金錶作為賀禮贈予拉赫曼尼諾夫，兩師徒亦冰釋前嫌，此金錶亦成為拉赫曼尼諾夫珍而重之的物品。
- 拉赫曼尼諾夫接受心理治療時，其治療師尼古拉·達利（英语：Nikolai Dahl）要求他每天接受診治，拉赫曼尼諾夫每次均需坐於漆黑的房間內，聽治療師不停重複說：「你將開始創作協奏曲...你會工作得稱心如意...你的協奏曲會是最好的...」拉赫曼尼諾夫最終於診療期末時，完成了著名的《第二鋼琴協奏曲》。
- 拉赫曼尼諾夫於1902年與表姐Natalia結婚，其意大利籍的妻子亦是畢業於莫斯科音樂學院的鋼琴家。
- 拉赫曼尼諾夫喜歡於安靜的環境創作，他曾說：「沒有比安靜獨處對我更有幫助。」
- 「拉赫曼尼」在俄語有「揮霍無度」之意，拉赫曼尼諾夫之父正是一個胡亂揮霍的賭徒，最後更典當家業，棄妻兒不顧。
- 水星上位於27.6° N, 302.4° W的隕石坑以他的名字命名[2]。

## 外部連結
- 《大英百科全书》中的条目：Sergey Rachmaninoff（英文）
- Sergei Rachmaninoff在MusicBrainz上的頁面（英文）
- 谢尔盖·拉赫玛尼诺夫在Allmusic上的頁面
- Serge Rachmaninoff's Performance Diary （页面存档备份，存于）
- Serge Rachmaninoff Foundation and the Rachmaninoff Network （页面存档备份，存于）
- Analysis of Rachmaninoff's Works for Piano and Orchestra （页面存档备份，存于）
- Complete list of Rachmaninoff's performances as a conductor，存档于（存檔日期 27 October 2009）
- Faculty of Culture and Arts of Derzhavin Tambov State University （页面存档备份，存于）
- Discography of Sergei Rachmaninoff （页面存档备份，存于） on Victor Records from the Encyclopedic Discography of Victor Recordings (EDVR)
- 2008 radio program on the composer's place in Russian history （页面存档备份，存于） （俄語）
- Sergei Rachmaninoff archive, 1872-1992 at the Library of Congress

### 乐谱
- Sergei Rachmaninoff的作品  - 古騰堡計劃
- 互联网档案馆中谢尔盖·拉赫玛尼诺夫的作品或与之相关的作品
- Free scores （页面存档备份，存于） （義大利語）
- Sergei Rachmaninoff的免费乐谱，由国际乐谱典藏计划提供
- 公有領域聲樂檔案館上谢尔盖·拉赫玛尼诺夫的作品